# روبي جيويل
روبي جيويل (بالإنجليزية: Ruby Jewel)‏ ممثلة إباحية أمريكية من مواليد (21 أبريل 1972)، ولدت في مدينة أكرون بولاية أوهايو الأمريكية.